# Солтан, Валерий Петрович
Солтан Валерий Петрович (род. 9 мая 1951, с. Пухой, Яловенского района МССР) — советский и молдавский математик. Специалист в области выпуклого анализа и комбинаторной геометрии. С середины 1990-х годов работает в США.

## Биография
Сын известного молдавского математика П. С. Солтана. В 1973 году окончил физико-математический факультет Кишинёвского университета. Работал в Институте математики АН Молдавской ССР (1973—1988), а с 1980 года на кафедре математического анализа Кишинёвского университета. В 1985 году защитил докторскую диссертацию по выпуклому анализу. С 1994 — профессор кафедры математического анализа, а с 1995-го года заведующий кафедрой геометрии. Диплом профессора получил в 1995 году. В Кишинёвском университете читал курсы выпуклого анализа и геометрии выпуклых тел.
В середине 1990-х годов переехал в США, работает профессором Университета Джорджа Мейсона. Преподаёт там базовые математические курсы дискретной математики и линейной алгебры. Член редколлегии журнала Contributions to Algebra and Geometry. Автор нескольких монографий и более 100 научных работ.

## Научные труды

### Монографии
- Болтянский В. Г., Солтан П. С. Комбинаторная геометрия различных классов выпуклых множеств. — Кишинев: Штиинца, 1978. — 282 стр.
- Солтан В. П. Введение в аксиоматическую теорию выпуклости. — Кишинев: Штиинца, 1984. — 223 с.
- Boltyanski V., Martini H., Soltan V. Geometric methods and optimization problems. Dordrecht: Kluwer Academic Publishers. — 1999. — 429 p. — ISBN 978-1-4615-5319-9

### Статьи в научных журналах
- Герман Л. Ф., Солтан В. П., Солтан П. С. Некоторые свойства d-выпуклых множеств // Доклады АН СССР. — 1973. — т. 212, № 6, с. 1276—1279.
- Болтянский В. Г., Солтан В. П. Задача Борсука // Матем. заметки, 22:5 (1977), 621—631.
- Солтан В. П. О телах постоянной ширины в конечномерных нормированных пространствах // Матем. заметки, 25:2 (1979), 283—291.
- Солтан В. П. Аксиоматический подход к теории выпуклых функций // Доклады АН СССР. — 1980. — т. 254, № 4, с. 813—816.
- Martini H., Soltan V. Minimum convex partition of polygonal domains by guillotine cuts // Discrete & Computational Geometry. — 1998. — Т. 19. — №. 2. — С. 291—305.
- Morris W., Soltan V. The Erdos-Szekeres problem on points in convex position — a survey // Bulletin of the American Mathematical Society. — 2000. — Т. 37. — №. 4. — С. 437—458.

### Книги по элементарной математике
- Солтан В. П., Мейдман С. И. Тождества и неравенства в треугольнике. Отв. ред. Ю. М. Рябухин. — Кишинёв: Штиинца, 1982. — 59 с.
- Белоусов В. Д., Изман М. С., Солтан В. П., Чиник Б. И. Республиканские математические олимпиады. — Кишинёв: Штиинца, 1986.
- Рябухин Ю. М., Солтан В. П., Чиник Б. И. Кишинёвские математические олимпиады. — Кишинёв: Штиинца, 1983. — 76 с.